# Cattleya victoria-regina
Cattleya victoria-regina är en orkidéart som beskrevs av Auct. Cattleya victoria-regina ingår i släktet Cattleya och familjen orkidéer. Inga underarter finns listade i Catalogue of Life.